# Zheng Shuyin
Zheng Shuyin (chinesisch 郑姝音; * 1. Mai 1994 in Dandong) ist eine chinesische Taekwondoin und Olympiasiegerin. Sie startet in der Gewichtsklasse über 67 Kilogramm.

## Karriere
Zheng bestritt ihre ersten internationalen Titelkämpfe 2010 bei der Junioren-Weltmeisterschaft in Tijuana in der Klasse bis 68 Kilogramm und bei den Olympischen Jugend-Spielen in Singapur in der Klasse über 63 Kilogramm. Bei beiden Veranstaltungen gewann sie die Goldmedaille.
Bei den Weltmeisterschaften 2011 und 2013 schied sie jeweils in der zweiten Runde aus. 2015 in Tscheljabinsk besiegte sie in der Klasse bis 73 Kilogramm nach zwei Auftakterfolgen im Halbfinale Iva Radoš, ehe sie im Finale Oh Hye-ri unterlag. Im selben Jahr gelang ihr bei der Universiade der Titelgewinn in derselben Wettkampfklasse.
2016 wurde Zheng bei den Olympischen Spielen in Rio de Janeiro in der Klasse über 67 Kilogramm Olympiasiegerin. Sie gewann im Finale mit 5:1 gegen María Espinoza. Zuvor hatte sie sich gegen Nisha Rawal mit 2:0, sowie mit jeweils 4:1 gegen Gwladys Épangue und Bianca Walkden durchgesetzt.
2017 gewann sie die Bronzemedaille bei den Weltmeisterschaften, 2019 wurde sie nochmals Vizeweltmeisterin.